# Giovanni De Gennaro
Giovanni De Gennaro, né le 21 juillet 1992 à Brescia, est un kayakiste italien de slalom, médaillé d'or aux Jeux olympiques de 2024 à Paris.

## Carrière
Il remporte la médaille de bronze en K1 par équipes aux Championnats du monde de slalom 2011 à Bratislava. Aux Championnats du monde de slalom 2013 à Prague, il obtient la médaille d'or par équipes. Il est ensuite médaillé de bronze en K1 par équipes aux Championnats d'Europe de slalom 2015 à Markkleeberg.
Il termine septième de la finale de K1 slalom aux Jeux olympiques de 2016 à Rio de Janeiro.
Aux Championnats d'Europe de slalom 2021 à Ivrée, aux Championnats d'Europe de slalom 2022 à Liptovský Mikuláš ainsi qu'aux Championnats du monde 2022 à Augsbourg, il est médaillé d'argent en K1.

## Famille
Il est le beau-frère de la kayakiste Stefanie Horn.